# 도요우라촌 (야마가타현)
도요우라촌(豊浦村)은 야마가타현 니시타가와군에 있던 촌이다. 현재의 쓰루오카시 서부, 우에쓰 본선 고바토역・산제역 주변에 해당한다. 니시타가와군 어획량의 약 3분의 1을 차지하는 어촌이다.

## 역사
촌사무소의 피해 총액은 3만 6880엔이 되었다. 또한 호적부, 제적부, 기류부, 기류절차령 제11조의 용지가 소실되었다. 호적부는 1943년 5월에 인근 시정(市町)의 협력으로 재제작 했지만, 제적부 중 재제작되지 않은 제적부는 현재도 쓰루오카 시청에서 제적 등본을 교부할 수 없다. 화재 후 료원사에 임시 사무소를 설치, 1943년 12월 10일에 새 청사가 준공되었다.
- 1889년 4월 1일 - 정촌제 시행에 의해 4촌의 구역을 가지고 성립하였다.
- 1892년 5월 21일 - 미쓰세에서 대규모 화재, 130가구 소실
- 1895년 - 유라에서 대규모 화재, 56가구 소실
- 1942년 11월 18일 - 미세에서 대규모 화재
- 1943년 12월 10일 - 촌회관의 새 청사가 준공됐다.
- 1955년
  - 4월 - 쓰루오카시 합병을 의결되었다
  - 7월 29일 - 쓰루오카시에 편입, 동일 도요우라촌은 폐지되었다.
  - 7월 30일 - 미세 초등학교에서 폐촌식이 실시

## 인구
- 미즈: 2,198
- 유라: 1549명
- 고바도: 735명
- 가네자와: 705명

## 경제
주요 산업은 어업으로, 1915년에는 군 전체 어획량의 33%를 차지하였다. 연안에서는 대구, 도미, 문어, 오징어 등이 잡혔다. 현지에서 어업에 종사하는 사람뿐만 아니라 홋카이도의 대구, 청어, 아오모리현의 오징어 어업을 하는 사람도 있었다. 1920년 당시 어업에 종사하는 가구 수는 다음과 같다.
- 미세：317세대 중 54세대
- 유라：238세대 중 158세대
- 오와도：151가구 중 93가구
- 가타노리자와：116가구 중 60가구

미세에서는 농사를 짓는 가구 수가 가장 많았는데, 1920년 당시 317가구 중 94가구가 농사를 짓고 있었다[19]. 주요 작물은 쌀, 무, 배추, 감자, 가지, 단무지 등.
1946년 2월 미세에 제염공장이 완공되어 3월부터 제염이 시작되었으나, 1949년 3월에 중단되었다.

## 교통

### 철도
- 일본국유철도
  - 우에쓰 본선

### 도로
- 국도 제7호선

## 참고문헌
- 가도카와 일본 지명 대사전 6 山形県
- 山形県郷土研究会 編『山形県地名録』郁文堂書店、1966年11月15日。NDLJP:{{{1}}}
- 小野泰 編『豊浦地域史資料』豊浦地域史資料刊行会、1992年9月30日。NDLJP:{{{1}}}
- 小野泰 編『続 豊浦地域史資料』小野弥太郎、1996年5月8日。NDLJP:{{{1}}}
- 豊浦の歴史刊行会 編『豊浦の歴史』2003年4月10日。